# Sc Heerenveen in het seizoen 2006/07
Hieronder alle gespeelde wedstrijden van sc Heerenveen in het seizoen 2006-2007 plus alle doelpuntenmakers. Daaronder een overzicht van alle transfers

## Programma

### Eredivisie
| Datum | Thuis            | Uit              | Uitslag | Doelpuntenmakers | Bijzonderheden                                                 |
| ----- | ---------------- | ---------------- | ------- | --- | -------------------------------------------------------------- |
| 19-08 | ADO Den Haag     | sc Heerenveen    | 2-3     | 1-0: Ranković '40 1-1: Bosvelt '42 2-1: Tininho '58 (p) 2-2: Yildirim '81 2-3: Alves '90 (+3)                               |                                                                |
| 26-08 | sc Heerenveen    | Willem II        | 5-0     | 1-0: Zuiverloon '2 2-0: Alves '12 3-0: Nilsson '23 4-0: Alves '42 5-0: Friend '47                                           | Vandenbussche stopt pen. Redan '45 200e overwinning Eredivisie |
| 09-09 | Excelsior        | sc Heerenveen    | 3-1     | 0-1: Hansson '4 1-1: Bruins '12 (p) 2-1: Bruins '72 (p) 3-1: Slory '82                                                      | Rood: Hansson '10                                              |
| 17-09 | sc Heerenveen    | N.E.C.           | 3-0     | 1-0: Alves '29 2-0: Nilsson '64 3-0: Pranjic '77                                                                            |                                                                |
| 24-09 | FC Utrecht       | sc Heerenveen    | 1-0     | 1-0: Van Dijk '90 (+4, p)                                                                                                   | Pranjic mist pen. '55                                          |
| 01-10 | sc Heerenveen    | PSV              | 0-0     | - |                                                                |
| 15-10 | Heracles Almelo  | sc Heerenveen    | 1-0     | 1-0: Everton '34 (p) |                                                                |
| 22-10 | sc Heerenveen    | FC Groningen     | 4-2     | 1-0: Alves '14 2-0: Friend '67 3-0: Alves '74 4-0: Alves '79 4-1: Levchenko '81 (p) 4-2: Levchenko '82                      |                                                                |
| 28-10 | sc Heerenveen    | Ajax             | 0-2     | 0-1: De Mul '17 0-2: Sneijder '76                                                                                           |                                                                |
| 05-11 | sc Heerenveen    | Sparta Rotterdam | 2-0     | 1-0: Nilsson '29 2-0: Alves '54                                                                                             |                                                                |
| 10-11 | NAC Breda        | sc Heerenveen    | 1-1     | 0-1: Alves '5 1-1: De Graaf '81                                                                                             |                                                                |
| 18-11 | RKC Waalwijk     | sc Heerenveen    | 0-2     | 0-1: Nilsson '13 0-2: Alves '20                                                                                             |                                                                |
| 26-11 | sc Heerenveen    | AZ               | 1-3     | 1-0: Alves '20 1-1: Arveladze '27 1-2: Koevermans '81 1-3: Martens '85                                                      |                                                                |
| 29-11 | Vitesse          | sc Heerenveen    | 1-3     | 1-0: Benson '24 1-1: Alves '56 1-2: Alves '60 1-3: Alves '77 (p)                                                            |                                                                |
| 03-12 | Feyenoord        | sc Heerenveen    | 4-3     | 0-1: Alves '24 1-1: Huysegems '45 2-1: Huysegems '51 3-1: Lucius '65 (p) 3-2: Friend '74 3-3: Friend '79 4-3: De Guzman '84 |                                                                |
| 08-12 | sc Heerenveen    | Roda JC          | 1-0     | 1-0: Tarvajärvi '87 |                                                                |
| 17-12 | FC Twente        | sc Heerenveen    | 5-1     | 1-0: Nkufo '7 1-1: Alves '24 2-1: Touma '41 3-1: Heubach '57 4-1: Nkufo '72 4-1: Bakırcıoğlu '80                            | Rood: Prager '62 (2× geel)                                     |
| 23-12 | sc Heerenveen    | Excelsior        | 2-0     | 1-0: Alves '24 2-0: Nilsson '42                                                                                             |                                                                |
| 27-12 | N.E.C.           | sc Heerenveen    | 0-2     | 0-1: Alves '15 0-2: Johnson '82                                                                                             |                                                                |
| 30-12 | sc Heerenveen    | FC Utrecht       | 0-0     | - |                                                                |
| 20-01 | PSV              | sc Heerenveen    | 3-1     | 1-0: Simons '14 (p) 1-1: Alves '21 2-1: Koné '22 3-1: Farfán '35 (p)                                                        | Rood: Jong-a-Pin '14                                           |
| 26-01 | sc Heerenveen    | Heracles Almelo  | 5-1     | 1-0: Nilsson '2 2-0: Alves '39 3-0: Alves '43 3-1: Quansah '51 4-1: Pranjić '63 5-1: Friend '78                             |                                                                |
| 02-02 | FC Groningen     | sc Heerenveen    | 1-1     | 1-0: Van der Linden '62 1-1: Alves '70                                                                                      |                                                                |
| 10-02 | sc Heerenveen    | Vitesse          | 0-0     | - |                                                                |
| 18-02 | sc Heerenveen    | FC Twente        | 1-2     | 0-1: Nkufo '14 0-2: Bakırcıoğlu '33 1-2: Hansson '67                                                                        |                                                                |
| 24-02 | Roda JC          | sc Heerenveen    | 1-0     | 1-0: Oper '43 |                                                                |
| 04-03 | Ajax             | sc Heerenveen    | 0-1     | 0-1: Nilsson '18 |                                                                |
| 10-03 | sc Heerenveen    | RKC Waalwijk     | 1-0     | 1-0: Hansson '30 |                                                                |
| 17-03 | sc Heerenveen    | NAC Breda        | 4-2     | 1-0: Alves '9 1-1: Salmon '29 2-1: Alves '39 3-1: Nilsson '64 4-1: Alves '68 4-2: Salmon '82                                |                                                                |
| 01-04 | Sparta Rotterdam | sc Heerenveen    | 2-2     | 0-1: Hansson '11 0-2: Gonzalo '22 1-2: Roberts '48 2-2: Polak '74 (p)                                                       |                                                                |
| 07-04 | sc Heerenveen    | ADO Den Haag     | 1-1     | 1-0: Alves '24 1-1: Kolk '42                                                                                                |                                                                |
| 15-04 | Willem II        | sc Heerenveen    | 1-3     | 0-1: Alves '49 1-1: Cristiano '51 1-2: Alves '51 1-3: Alves '69                                                             |                                                                |
| 22-04 | AZ               | sc Heerenveen    | 3-1     | 1-0: Cziommer '13 2-0: Martens '38 2-1: Alves '72 3-1: Cziommer '89                                                         |                                                                |
| 29-04 | sc Heerenveen    | Feyenoord        | 5-1     | 1-0: Alves '32 1-1: Buijs '55 2-1: Alves '65 3-1: Alves '75 (p) 4-1: Nilsson '79 5-1: Alves '85                             |                                                                |

sc Heerenveen eindigt op plaats 5 en plaatst zich daardoor voor de play-offs voor de derde voorronde van de Champions League

### KNVB beker

#### Eerste ronde
sc Heerenveen hoeft niet op te treden in de eerste ronde.

#### Tweede ronde
| datum | thuis         | uit     | uitslag | doelpuntenmaker(s)                    | Bijzonderheden |
| ----- | ------------- | ------- | ------- | ------------------------------------- | -------------- |
| 21-09 | sc Heerenveen | Roda JC | 0-2     | 0-1: Ramzi '69 0-2: Vandamme '90 (+3) |                |

sc Heerenveen uitgeschakeld

### UEFA Cup

#### Eerste ronde
| datum | thuis           | uit             | uitslag | doelpuntenmaker(s)                                  | Bijzonderheden |
| ----- | --------------- | --------------- | ------- | --------------------------------------------------- | -------------- |
| 14-09 | Vitória Setúbal | sc Heerenveen   | 0-3     | 0-1: Alves '59 0-2: Alves '65 0-3: Nilsson '90 (+2) |                |
| 28-09 | sc Heerenveen   | Vitória Setúbal | 0-0     | -                                                   |                |

#### Tweede ronde
Deze ronde staat ook bekend als de groepsfase
| Datum | Thuis         | Uit           | Uitslag | Doelpuntenmakers                               | Bijzonderheden                                       |
| ----- | ------------- | ------------- | ------- | ---------------------------------------------- | ---------------------------------------------------- |
| 19-10 | Osasuna       | sc Heerenveen | 0-0     | -                                              | Rood: Nilsson '84 (2× geel) Verbeek '85 (commentaar) |
| 02-11 | sc Heerenveen | Odense BK     | 0-2     | 0-1: Lekić '45 0-2: Lekić '60                  |                                                      |
| 23-11 | AC Parma      | sc Heerenveen | 2-1     | 0-1: Pranjić '21 1-1: Budan '23 2-1: Budan '73 |                                                      |
| 14-12 | sc Heerenveen | RC Lens       | 1-0     | 1-0: Alves '90 (+2)                            |                                                      |

sc Heerenveen uitgeschakeld.

### Play-offs
Play-offs voor het behalen van de derde voorronde van de Champions League

#### Eerste Ronde
| datum | thuis         | uit           | uitslag | doelpuntenmaker(s)                                                      | Bijzonderheden          |
| ----- | ------------- | ------------- | ------- | ----------------------------------------------------------------------- | ----------------------- |
| 09-05 | sc Heerenveen | Ajax          | 1-0     | 1-0: Nilsson '18                                                        |                         |
| 13-05 | Ajax          | sc Heerenveen | 4-0     | 1-0: Huntelaar '22 2-0: Babel '23 3-0: Huntelaar '61 (p) 4-1: Pérez '86 | Rood: Vandenbussche '59 |

sc Heerenveen uitgeschakeld om een plaats in de derde voorronde van de Champions league en zal uitkomen in de UEFA Cup.

## Doelpuntenmakers

### Eredivisie
| Naam              | Doelpunten |
| ----------------- | ---------- |
| Afonso Alves      | 34         |
| Lasse Nilsson     | 9          |
| Rob Friend        | 5          |
| Petter Hansson    | 4          |
| Danijel Pranjić   | 2          |
| Paul Bosvelt      | 1          |
| Gonzalo García    | 1          |
| Will Johnson      | 1          |
| Niklas Tarvajärvi | 1          |
| Uğur Yıldırım     | 1          |
| Gianni Zuiverloon | 1          |
| Totaal            | 60         |

### KNVB beker
Geen doelpunten gemaakt door spelers van sc Heerenveen

### UEFA Cup
| Naam            | Doelpunten |
| --------------- | ---------- |
| Afonso Alves    | 3          |
| Lasse Nilsson   | 1          |
| Danijel Pranjić | 1          |
| Totaal          | 5          |

### Play-offs
| Naam          | Doelpunten |
| ------------- | ---------- |
| Lasse Nilsson | 1          |
| Totaal        | 1          |

## Transfers

### Zomer

#### Nieuw
| Naam              | Van                    | Bijzonderheden |
| ----------------- | ---------------------- | -------------- |
| Afonso Alves      | Malmö FF               |                |
| Age Hains Boersma | VV Sneek               |                |
| Michael Dingsdag  | Vitesse                | Gehuurd        |
| Rob Friend        | Molde FK               |                |
| & Gonzalo García  | AGOVV Apeldoorn        |                |
| Will Johnson      | Chicago Fire           |                |
| Robbie Rogers     | University of Maryland |                |
| Danny Wintjens    | FC Twente              |                |
| Gianni Zuiverloon | Feyenoord              |                |

#### Weg
| Naam                 | Naar            | Bijzonderheden                        |
| -------------------- | --------------- | ------------------------------------- |
| Vincent van den Berg | Arsenal         |                                       |
| Arnold Bruggink      | Hannover 96     |                                       |
| Fernando Derveld     | Esbjerg fB      |                                       |
| Henrico Drost        | Excelsior       | Verhuurd                              |
| Kevin Moeliker       | Go Ahead Eagles |                                       |
| Hjalte Bo Nørregaard | FC Kopenhagen   |                                       |
| Lasse Schöne         | De Graafschap   |                                       |
| Marcel Seip          | Plymouth Argyle | Geen nieuw contract                   |
| Sebastiaan Steur     | Excelsior       | Verhuurd                              |
| Mark de Vries        | Leicester City  | Was gehuurd (meteen verhuurd aan ADO) |

### Winter

#### Nieuw
| Naam                  | Van               | Bijzonderheden             |
| --------------------- | ----------------- | -------------------------- |
| Rob van Dijk          | RKC Waalwijk      |                            |
| Calvin Jong-A-Pin     | Eigen jeugd       |                            |
| Robin Huisman de Jong | Eigen jeugd       |                            |
| Cecilio Lopes         | FC Dordrecht      | Meteen verhuurd aan Sparta |
| Miralem Sulejmani     | Partizan Belgrado |                            |

#### Weg
| Naam                | Naar               | Bijzonderheden         |
| ------------------- | ------------------ | ---------------------- |
| Rob Friend          | Heracles Almelo    | Verhuurd               |
| Reza Ghoochannejhad | Go Ahead Eagles    | Verhuurd               |
| Abdelkarim Kissi    | Beroe Stara Zagora | Contract niet verlengd |
| Ken Ilsø Larsen     | Sonderjysk         |                        |
| Boy Waterman        | AZ                 | Verhuurd               |

ADO Den Haag ·
Ajax ·
AZ ·
Excelsior ·
Feyenoord ·
FC Groningen ·
sc Heerenveen ·
Heracles Almelo ·
NAC Breda ·
N.E.C. ·
PSV ·
RKC Waalwijk ·
Roda JC ·
Sparta Rotterdam ·
FC Twente ·
FC Utrecht ·
Vitesse ·
Willem II